# Greta Marturano
Greta Marturano (* 14. Juni 1998 in Cantù) ist eine italienische Radsportlerin, die auf der Straße aktiv ist.

## Sportlicher Werdegang
Nach einem Jahr im Team S.C. Michela Fanini Rox wurde Marturano 2019 Mitglied bei den Top Girls Fassa Bortolo, bei denen sie bis 2022 blieb. In den letzten beiden Jahren für das Team machte sie wiederholt durch Top-10-Platzierungen auf sich aufmerksam. Daraufhin erhielt sie zur Saison 2023 einen Vertrag beim UCI Women’s WorldTeam Fenix-Deceuninck. Ihre besten Ergebnisse für das Team waren ein vierter Etappenplatz bei der Tour of Scandinavia 2023, ein achter Etappenplatz beim Giro d’Italia Donne 2023 und der elfte Platz bei La Flèche Wallonne Féminine 2024.
Zur Saison 2025 wechselte Marturano zum UAE Team ADQ. Der Gewinn des zweiten Teilstücks der Vuelta Extremadura Féminas 2025 war ihr erster internationaler Sieg in der Elite, dazu beendete sie die Rundfahrt als Gesamtdritte.

## Erfolge
2025
- eine Etappe Vuelta Extremadura Féminas